# Okruh Zeleným a Modrým dolem
 Okruh Zeleným a Modrým dolem je 9 km dlouhá červeně značená krkonošská okružní trasa Klubu českých turistů v okrese Trutnov spojující Pec pod Sněžkou s turistickými lokalitami severozápadně od ní. Trasa se ve velké většině nachází na území Krkonošského národního parku.

## Průběh trasy
Okruh má svůj počátek v centru Pece pod Sněžkou na rozcestí s modře značenou trasou 1813 z Malé Úpy do Obřího sedla, její stejně značenou odbočkou 1812 do Černého Dolu, zeleně značenou trasou 4250 ze Spáleného Mlýna, na ní navazující rovněž zeleně značenou trasou 4206 do Špindlerova Mlýna, žlutě značenou trasou 7213 od Lesní boudy a na ní navazující stejně značenou trasou 7215 na boudu Husovu.

### Úsek Zeleným dolem
Okruh nejprve vede v souběhu s třemi dalšími trasami západním směrem na autobusové nádraží, za ním se odklání a stoupá k severozápadu na okraj zástavby, vstupuje do lesa a po asfaltové komunikaci pokračuje přes luční enklávu Chaloupky do Zeleného dolu. V něm se přimyká k Zelenému potoku, pokračuje proti jeho proudu a dvakrát ho překonává po mostě. Za druhým z nich okruh opouští asfaltovou komunikaci a po lesní pěšině prudce stoupá k severu úbočím Lesní hory na další asfaltovou komunikaci zvanou Čertovy schody. Po ní již mírněji stoupá západním směrem k Richtrovým Boudám na rozcestí se zde výchozí zeleně značenou trasou 4203 do Špindlerova Mlýna.

### Úsek Modrým dolem
Zde se okruh prudce stáčí k východu a po lesní pěšině zvané Železná stezka klesá severním úbočím Lesní hory do Modrého dolu. Na jeho dolním okraji přichází na rozcestí se žlutě značenou trasou 7212 do Obřího dolu. Odtud opět po asfaltové komunikaci klesá přes luční enklávu Milíře na okraj zástavby Pece pod Sněžkou, kde vstupuje do souběhu s modře značenou trasou 1813. Společně pak podél Úpy vedou zpět na výchozí rozcestí okruhu.

## Historie
Okruh vznikl v reakci na zkrácení dvou dřívějších turistických tras (Zeleným dolem po Horní železné stezce k Chalupě Na Rozcestí a Modrým dolem po Zimní cestě na Výrovku) z důvodu ochrany přírody. Vzniklé konce obou tras byly okruhem propojeny i díky přeznačení původně žlutého úseku Modrý důl - Richtrovy boudy. Okruh původně žádné jméno nenesl, pouze číslo KČT 0408, obdržel jej až později.

## Železná stezka
Železná stezka je název cesty, kterou okruh v celé délce využívá, spojující Richtrovy boudy s Modrým dolem. V současnosti se jedná o cestu vhodnou pouze pro pěší.

## Turistické zajímavosti na trase
- Zelený důl
- Richtrovy Boudy
- Modrý důl
- Karlův pramen
- Kaple Panny Marie v Peci pod Sněžkou